# ヨエル書
『ヨエル書』（ヨエルしょ）は、旧約聖書文書のひとつ。ユダヤ教では後の預言者に分類され、キリスト教では預言書（十二小預言書）に分類される。伝統的配列では、十二小預言書のなかで2番目に位置し、『ホセア書』の次、『アモス書』の前に配置される。ヨエルとはヘブライ語で「ヤハウェは神」という意味。
構成は写本の系統によって異なり、ギリシア語訳聖書である七十人訳聖書 および ラテン語訳聖書であるウルガタでは3章に分けられており、日本でも口語訳聖書 および 新改訳聖書がこれにならっている。それに対して、旧約聖書ヘブライ語原典（マソラ本文）では4章に分割され、日本では新共同訳聖書がこれにならっている。したがって、キリスト教では、3章に分けたものを使っている教会と、4章に分けたものを使っている教会に分かれている。分け方の違いは、前者の2章28～32節の部分が、後者では独立した章（第3章）になっている。

## 筆者
1章1節によれば、筆者はペトエルの子ヨエルであるという。ただし、ペトエルという名は聖書中ここにしか出現せず、ヨエルの出自を明らかにする情報は存在しないと言っても良い。

## 執筆年代
『新聖書辞典』（いのちのことば社）によれば、複数の説があり、定説はないようである。
- 捕囚以前説（フリーマン、ヤング、アーチャー等が説いている）： BC830年ごろ（ヨアシュ王の時代）にユダ王国で執筆された。(理由は以下のとおり)
(1) アモス書にヨエルの文体の影響が見られるので、アモス書より前に書かれた。
(2) 文体が捕囚後の預言書の文体と異なる。
(3) 王ではなく、祭司や長老が出てくるのは、ヨアシュ王が幼少であったため、摂政を必要としていたからではないか。

- 捕囚以後説（ファイファー、トライヴァー等が説いている）： BC350年ごろ～BC200年ごろ。（理由は以下のとおり）
(1) アラム・アッシリア・バビロンなどが出てこない。
(2) 黙示文学的な色彩が濃い。
(3) 3章6節に「ギリシャ人」が出てくる。また3章1～3節にエルサレム陥落と見られる記述がある。

マイヤースなどは、ヨエル書の執筆年代を、エルサレム帰還後で、エルサレム神殿再建完了（BC516年）の前に置いている。
エドモン・ジャコブなどは、アモス書 5章18～20節にも、主の日（神による審きの日）の到来という、ヨエル書と同じテーマを扱っていることなどから、執筆年代をアモスやホセアと同年代（BC8世紀前半のヤラベアムⅡ世統治のころ）と考えている。

## 新約聖書での引用・類似の比喩
| 2:28-32(3:1-5)              | 使徒行伝 2:17-21                                                                                         |
| 2:31(3:4), 2:10, 3:15(4:15) | マタイによる福音書 24:29, マルコによる福音書 13:24, （ルカによる福音書 21:25）, ヨハネの黙示録 6:12, 9:2 |
| 2:32(3:5)                   | ローマの信徒への手紙 10:13                                                                               |
| 3:13(4:13)                  | ヨハネの黙示録 14:18                                                                                     |